# Castro, Apulia
Castro este o comună din provincia Lecce, regiunea Puglia, Italia, cu o populație de 2.488 de locuitori și o suprafață de 4.56 km².

## Demografie
Format:Demografia/Castro (LE)